# Хитрово Єлизавета Михайлівна
Єлизавета Михайлівна Хитрово (8 (19) вересня 1783 — 21 квітня (3 травня) 1839; у першому шлюбі — графиня Тізенгаузен, до шлюбів Голєнищева-Кутузова) — дочка Михайла Іларіоновича Кутузова, подруга О. С. Пушкіна. Господиня петербурзького салону.

## Біографія
Єлизавета Михайлівна була третьою дочкою Михайла Іларіоновича Кутузова (1745—1813) і Катерини Іллівни, до шлюбу Бібікової (1754—1824). Отримала звичайну для дівчат того часу домашню освіту.
Після тривалої відсутності повернулася в Петербург у 1826 році разом з дочкою Катериною. Пізніше (1829) до них приєдналася друга донька Єлизавети Михайлівни — Доротея (Дар'я) та її чоловік, австрійський посланець граф Карл Людвіг фон Фікельмон (1777—1857). Єлизавета Михайлівна тримала свій салон, який став центром інтелектуального життя. Його відвідували Пушкін, Жуковський, Вяземський.

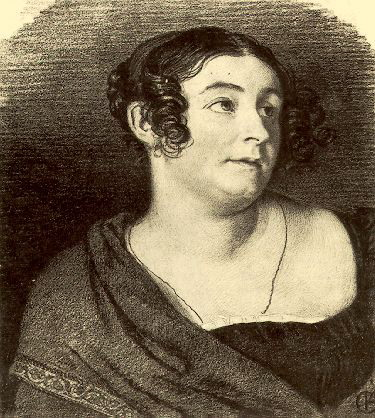
На малюнку Кіпренського

Петро Андрійович Вяземський згадував про Є. М. Хитрово: «В літописах петербурзького гуртожитку ім'я її залишилося таким самим незмінно привабливим, що й протягом багатьох років. Її ранкові зустрічі (що тривали від години до чотирьох пополудні) й вечори дочки її, графині Фікельмон, залишились у пам'яті тих, хто мав щастя брати в них участь».
Предметом нескінченних жартів вищого світу було захоплення Єлизавети Михайлівни не за віком відкритими туалетами. Жартуючи над дивацтвами Елізи, друзі завжди ставилися до неї з глибокою симпатією за доброту, щирість і широту душі.
Померла 3 травня 1839 року, похована в Олександро-Невській Лаврі. На її могилі було встановлено надгробок, замовлений доньками в італійського скульптора Вінченцо Леві.

## Родина

### Перший шлюб

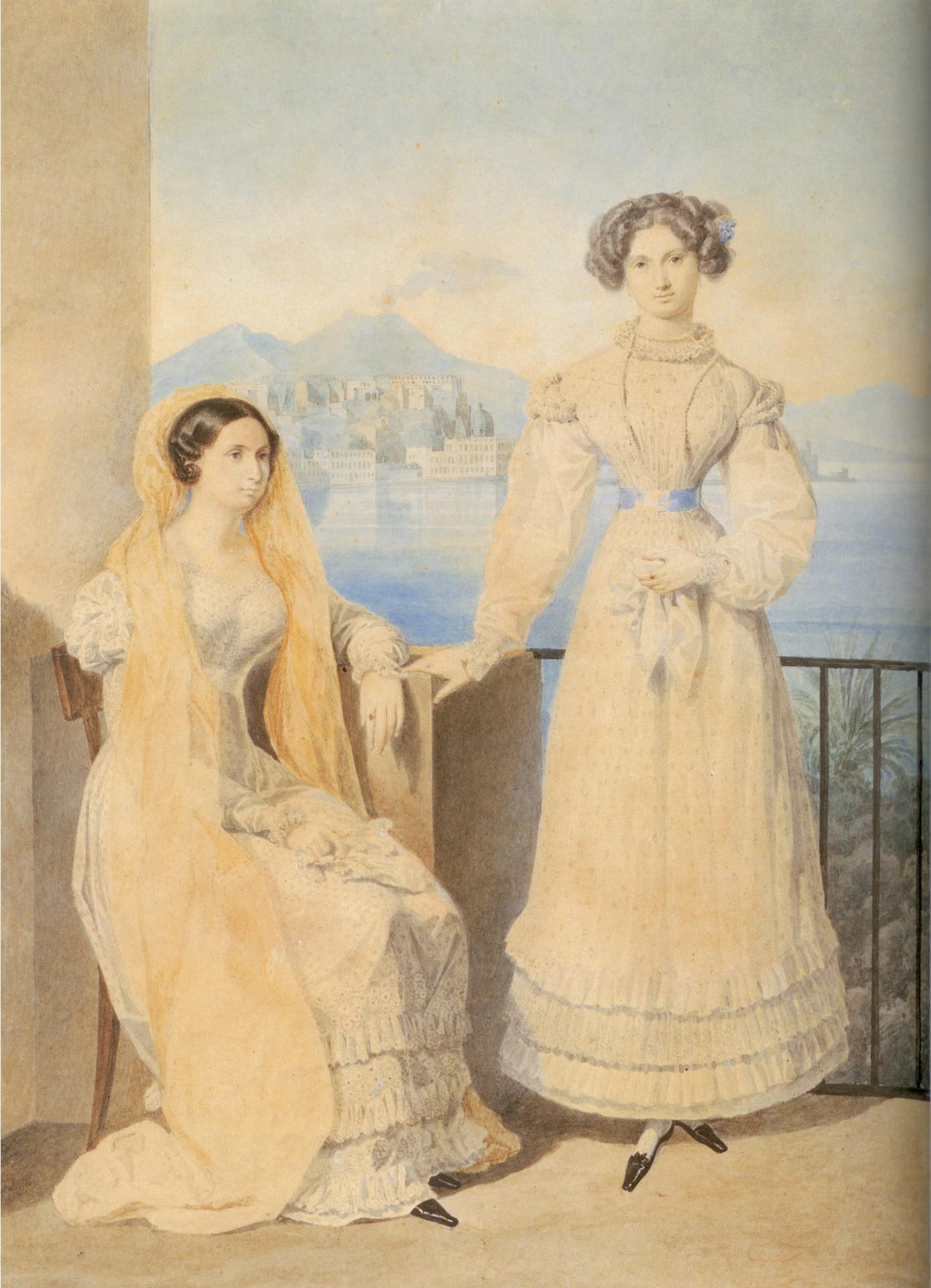
Доньки Катерина і Дарина

6 червня 1802 року стала дружиною флігель-ад'ютанта батька, Фердинанда з графського роду Тізенгаузенів. На російський манер її чоловік називався Федором Івановичем. Весілля відбулося в Павлівській палацовій церкві у присутності імператриці Марії Федорівни, у якої Єлизавета Михайлівна була фрейліною.

У листі до дочки в 1803 році (незабаром після народження онуки Катерини) Кутузов писав:
Отже ти — мати, кохана Ліза. Люби своїх дітей, як я люблю моїх — цього досить… Якщо бути у мене сину, то не хотів би мати іншого як Фердинанд .
Шлюб не був довгим: 2 грудня 1805 року в битві під Аустерліцем, піднявши солдатів в атаку, Фердинанд Тізенгаузен був важко поранений, взятий в полон і помер через кілька днів. Єлизавета Михайлівна важко переживала втрату. У двадцять два роки вона залишилася вдовою із двома дочками. Люблячий батько пише:
 Лізонька, мій друг сердешний, у тебе дітки маленькі, я кращий твій друг і матінка; побережи себе для них
27 травня 1807 року Михайло Іларіонович знову звертається до дочки, яка, мабуть, перебувала на межі самогубства.
Лізонька, наважуюся нарешті, тебе покартати: ти мені розповідаєш про розмову з маленькою Катрусею, де їй оголошуєш про далекі подорожі, які ти маєш намір зробити і що ми зробимо все, але бажати не сміємо, тим більше, коли маємо істоти, що прив'язують нас до життя …

### Другий шлюб
Лише у серпні 1811 року Єлизавета пошлюбила генерала Миколи Федоровича Хитрово, призначеного в 1815 році тимчасовим повіреним у справах Росії у Флоренції. За чоловіком вирушила й Єлизавета Михайлівна із доньками. Незабаром вони вже володіли обширними зв'язками. Меттерніх, що бачив їх під час роботи конгресу в Лайбахе писав дружині: «Мадам Хитрово знаходиться тут разом з обома своїми чарівними дочками. Ми всі закохані в цих молодих осіб…» За ними закріпилося прізвисько «люб'язне Тріо».
Чоловік Єлизавети Михайлівни генерал-майор Н. Ф. Хитрово був повіреним у справах за Тосканському дворі (1813—1817). Її сестра Ганна Михайлівна була одружена з родичем і тезкою чоловіка Єлизавети — Миколою Захаровичем Хитрово.
Можливо, в 1817 році, чоловік Єлизавети Михайлівни впав у немилість через свої непомірні витрати: він жив на широку ногу і займався колекціонуванням, склавши прекрасне зібрання античних ваз і гем.
Посада Хитрово була скасована, а самому йому було поставлено умову для отримання пенсії залишатися в Тоскані. За свідченням Ф. Р. Головкіна, Хитрово переносив «своє нещастя мужньо <…> Він все продає і розраховується зі своїми кредиторами; своє господарство він скасував і найняв маленьку квартирку». Другий шлюб Єлизавети Михайлівни теж був коротким: 19 травня 1819 року Микола Хитрово, який не відрізнявся міцним здоров'ям, помер. Єлизавета Михайлівна раніше жила у Флоренції, в 1820 році здійснила подорож до Неаполя з дочками, а пізніше — поїздку в Центральну Європу. Серед особистих друзів сім'ї Хитрово були прусський король Фрідріх-Вільгельм III (свого часу залицявся до Катерини, старшої дочки Єлизавети Михайлівни), майбутній бельгійський король Леопольд і багато інших членів можновладних європейських сімей.
У 1823 році Єлизавета Михайлівна з дочками здійснила поїздку в Петербург. Залишившись після смерті другого чоловіка у важкому матеріальному становищі, Хитрово сподівалася виклопотати пенсію. При дворі вона була прийнята надзвичайно прихильно. За словами французького дипломата Шарля де Флао, вона отримала пенсію «в сім тисяч рублів» і землі в Бессарабії.

### Діти
Від першого шлюбу з графом Фердинандом Тізенгаузеном (1782—1805):
- Катерина, фрейліна (1803—1888) — неодружена.
- Дарина (1804—1863) — з 1821 року дружина Шарля-Луї Фікельмона (1777—1857).

## Дружба з Пушкіним
Знайомство Єлизавети Михайлівни з Олександром Пушкіним відбулося влітку 1827 року і незабаром переросло в міцну дружбу. Вона справно постачала поета новинами про культурне життя Європи, літературними новинками і новинами про політичні події. Пушкін писав:
Повернувшись до Москви, добродійко, знайшов у княгині Довгорукої пакет від Вас, — французькі газети і трагедію Дюма, — все це було новиною для мене, нещасного зачумленого нижегородця.

21 січня 1831 року поет повідомляє з вдячністю:
Ваші листи — єдиний промінь, що проникає до мене з Європи.
Хоча відносини Елізи і поета не були безхмарними. Будучи старше поета на шістнадцять років й не маючи шансів на яке-небудь відповідне почуття, Єлизавета Михайлівна оточила Пушкіна прямо-таки материнською турботою, якою той часто відверто обтяжувався. Пушкін писав своєму другові Вяземському:
…… а вона переслідує мене й тут листами та посилками. Визволи мене від Пентефреїхи.
Втім, П. Вяземський у листі до дружині скаржився:
Скажи Пушкіну, що він шахрай. Тобі говорить про свою досаду, скаржиться на Єрмінію (прізвисько Єлизавети Михайлівни), а сам до неї пише … Я на днях бачив у неї лист від нього. Не прочитав, але прочитав на обличчі її, що вона задоволена.
Чоловік приятельки Пушкіна Олександри Смирнової-Россет, дипломат Н. М. Смирнов, також відзначав:
Він ніколи не міг зважитися засмутити її, відштовхнувши від себе, хоча, сміючись, кидав у вогонь, не читаючи, її щотижневі записки.
І сам поет, відповідаючи на лист Елізи, в якому та переживає з приводу його заручин з Наталією Гончаровою, повідомляє:
Повірте, що я завжди залишуся самим щирим шанувальником Вашого чарівності, такої простої Вашої розмови, настільки привітної й настільки захоплюючої. Ви маєте нещастя бути самою блискучою з наших світських дам.
У 1925 році в бібліотеці Юсуповського палацу були виявлені двадцять сім листів Пушкіна до Є. Хитрово.